# Hallim-eup
Hallim-eup (koreanska: 한림읍)  är en köping i Sydkorea. Den ligger i kommunen Jeju i provinsen Jeju, i den södra delen av landet, 500 km söder om huvudstaden Seoul. 
Hallim-eup ligger på norra delen av ön Jeju cirka 25 km väster om öns huvudort Jeju.